# Niederwesterwald

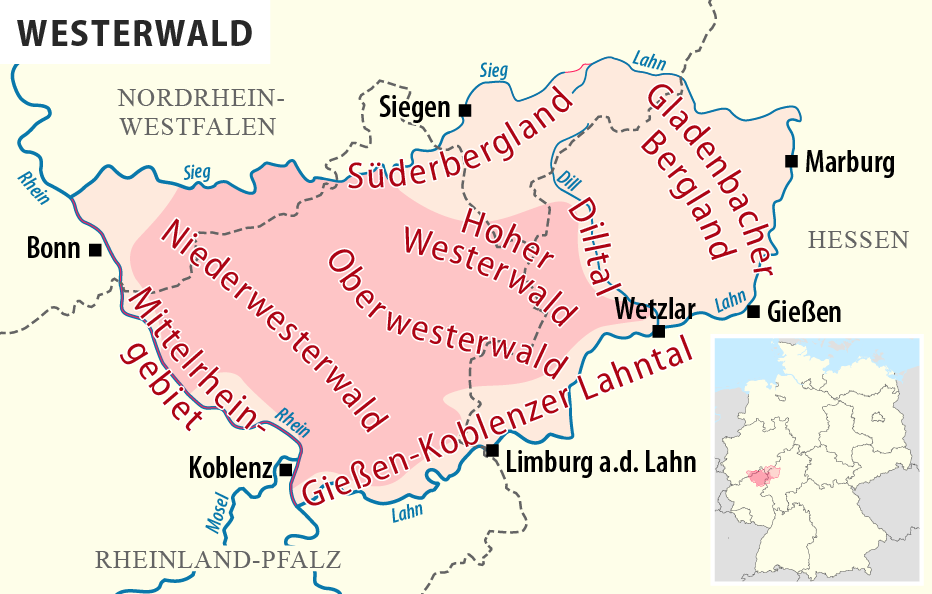
Lage des Niederwesterwaldes im Westerwald

Der Niederwesterwald ist eine gut 1300 km² umfassende Landschaft im Westen des Westerwaldes und im Norden von Rheinland-Pfalz sowie, zu kleineren Anteilen, im Süden Nordrhein-Westfalens. Sie erreicht 12 km nordöstlich von Koblenz an der Montabaurer Höhe 545 m. Naturräumlich stellt der Niederwesterwald die Haupteinheit 324 innerhalb der Haupteinheitengruppe Westerwald (32) dar. Er umfasst in seinem Süden auch die historische Kulturlandschaft Kannenbäckerland.
Der Nord(west)en des Niederwesterwaldes wird auch Vorderwesterwald genannt, da er von Köln und Bonn aus „vorne“ im Westerwald liegt. Dessen Grenzen sind indes nur vage gefasst.
Eine weitere Bezeichnung ist Unterwesterwald. Sie taucht häufig im Namen von Vereinen und Institutionen auf, wird jedoch nicht einheitlich verwendet. Meist bezeichnet sie das Gebiet des ehemaligen Unterwesterwaldkreises, das nach Westen und Norden nicht den gesamten Niederwesterwald enthält, aber nach Osten bis in den (naturräumlichen) Oberwesterwald hinein ragt.

## Zur Namensgebung
Die Vorsilbe „Nieder“ bezieht sich auf die entsprechend dem zweistöckigen Gesteinsaufbau des Westerwalds im Schnitt niedrigere Meereshöhe des das untere Stockwerk bildenden Niederwesterwalds im Vergleich zu Hohem Westerwald und Oberwesterwald. Die Bezeichnung Niederwesterwald wurde erstmals von Oberregierungsrat Friedrich Hoffmann aus Remagen vorgeschlagen und vom Geographen Heinrich Müller-Miny 1958 in seiner in großen Teilen bis heute etablierten naturräumlichen Gliederung dieser Region übernommen.

## Lage und Grenzen

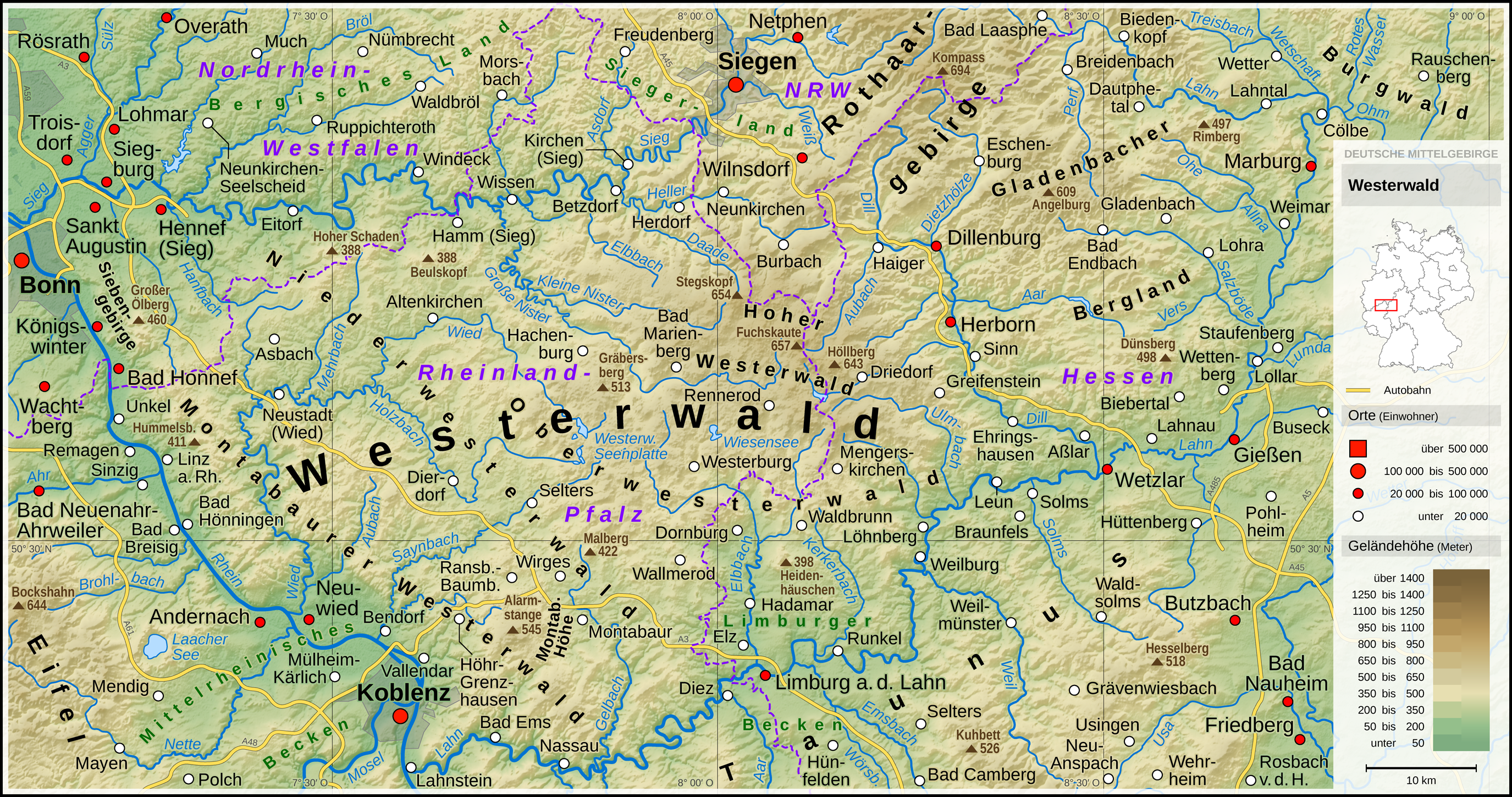
Topografische Karte des Westerwalds

Der Niederwesterwald reicht nach Südosten bis ans Limburger Becken unterhalb der Elbbach-Mündung in Limburg. Von dort aus begleitet ihn das Untere Lahntal der Lahn bis zu ihrer Mündung in Lahnstein südlich und in Richtung Nordwesten dann das Neuwieder Becken und das Untere Mittelrheintal des Rheins bis Bad Honnef südwestlich.
Speziell das Mündungsgebiet der Wied ab Melsbach wird, nach Südosten bis zum Saynbach-Unterlauf in Sayn verlängert, noch dem Neuwieder Becken zugerechnet. Auch die Linzer Terrasse, die unterhalb Bad Hönningens bis unmittelbar südlich Bad Honnefs den Niederwesterwald ab einer Höhe von etwa 200 m abdacht, wird dem Unteren Mittelrheingebiet zugerechnet.
Die Nordwestgrenze zu Siebengebirge und Pleiser Hügelland verläuft von Bad Honnef nach Nordosten bis Stadt Blankenberg, von wo aus etwa 4 km nach Osten hin das Mittelsiegtal der Sieg berührt wird. Fortan ist das Tal des Eipbaches bachaufwärts bis Kircheib ungefähre Grenze zur sich östlich anschließenden Leuscheid.
Nunmehr schlängelt sich die Nordgrenze zur Leuscheid weiter in Richtung Osten, wobei sie ab Weyerbusch stets nah der Wasserscheide zwischen Wied und Sieg verläuft und Eichelhardt erreicht. Fortan zieht sich die Grenze zum Nisterbergland ziemlich genau längs der erwähnten Wasserscheide südostwärts bis Müschenbach unmittelbar nordwestlich Hachenburgs.
Ab westlich Hachenburgs stößt der Niederwesterwald östlich an Teile des Oberwesterwaldes. Die Ostgrenze erreicht in Wied den namensgebenden Fluss dieses Ortes, zieht sich über Mündersbach und Steinen, um in Maxsain den Saynbach zu erreichen, dem sie bis Selters folgt.
Der Gelbach-Oberlauf Aubach wird, unmittelbar nach der nördlichen Wasserscheide zwischen Lahn und Sayn, oberhalb Ötzingens passiert, seine Nebenflüsse Ahrbach bei Niederahr und Eisenbach bei Steinefrenz. Bei Dreikirchen wird schließlich der Elbbach-Nebenfluss Erbach gekreuzt und alsbald wieder das Limburger Becken erreicht.

## Naturräumliche Gliederung
In der 4./5. Lieferung des Handbuches der naturräumlichen Gliederung Deutschlands von 1957 hatten die Bearbeiter Wilhelm Hartnack (Gruppe allgemein), Erich Heyn (alte 324 Montabaurer Westerwald) und Heinrich Müller-Miny (ehemalige 325 Rheinwesterwald und 326 Vorderwesterwälder Hochflächen) die später Niederwesterwald genannte Landschaft noch unter drei verschiedenen Haupteinheiten geführt, wie er auch auf der Kartierung von 1954 abgebildet gewesen war. In den folgenden Jahren wurde diese Einheit zur 1960 kartierten, neuen Haupteinheit 324 fusioniert, wobei das Siebengebirge und das Pleiser Hügelland fortan nicht mehr zum naturräumlichen Westerwald gehörten. Trotz ihrer seither fehlenden eigenen naturräumlichen Ordnungsstufe sollen die drei ehemaligen Haupteinheiten nach Empfehlung der Bearbeiter der Einzelblätter Koblenz und Siegen, Heinrich Müller-Miny, Martin Bürgener und Heinz Fischer, in der Untergliederung des Niederwesterwalds erhalten bleiben.
Die Haupteinheit gliedert sich nach den Verfeinerungen 1:200.000 von 1971 bis 1978 wie folgt:
- zu 32 Westerwald (Naturraum)
  - 324 Niederwesterwald (1316 km²)
    - 324.0–3 Montabaurer Westerwald (ehemalige Haupteinheit 324)
      - 324.0 Emsbach-Gelbach-Höhen
        - 324.00 Horchheimer Höhe
        - 324.01 Emsbachtal
        - 324.02 Hochfläche von Welschneudorf
        - 324.03 Gelbachtal
        - 324.04 Eppenroder Hochfläche (Blatt Koblenz; Otto Klausing: Hochstein-Rücken)[12]

      - 324.1 Montabaurer Höhe
      - 324.2 Montabaurer Senke
        - Malberg (Singularität)

      - 324.3 Kannenbäcker Hochfläche

    - 324.4–9 Rheinwesterwald (ehemalige Haupteinheit 325)
      - 324.4–6 Sayn-Wied-Hochflächen (Blatt Koblenz)
        - 324.4 Rhein-Wied-Rücken
        - 324.5 Waldbreitbacher Wiedtal (Blatt Siegen; Blatt Koblenz: Wiedtalkammer von Waldbreitbach)
        - 324.6 Sayn-Wied-Hochfläche („Märker Wald“-Hochfläche)
          - 324.60 Isenburger Sayntal

      - 324.9 Rheinwesterwälder Vulkanrücken
      - (Siebengebirge – nicht Teil des Nieder-WW)

    - 324.7–8 Vorderwesterwälder Hochflächen (ehemalige Haupteinheit 326)
      - 324.7 Dierdorfer Senke
      - 324.8 Asbach-Altenkirchener Hochflächen (Niederwesterwälder Hochmulde)
        - 324.80 Asbacher Hochfläche
        - 324.81 Altenkirchener Hochfläche

      - (Pleiser Hügelland – nicht Teil des Nieder-WW)

Mit Vorderwesterwald werden in etwa die Einheiten 324.4–324.6 sowie 324.80 und 324.9 bezeichnet, mit Kannenbäckerland ungefähr die Einheiten 324.1–324.3 sowie der Südosten der Einheit 324.6 und der äußerste Süden von 324.7. Hierbei ist zu beachten, dass es sich bei der letztgenannten Landschaft um eine Kulturlandschaft handelt, die eher historischen denn naturräumlichen Grenzen folgt.
Das Bundesamt für Naturschutz (BfN) verwendet die Begriffe etwas irreführend. In seinen Landschaftssteckbriefen fasst es den Westen unter "Montabaurer Westerwald" zusammen und bezeichnet den flachwelligeren Osten der Landschaft als "Niederwesterwald" – siehe unter #Weblinks.

## Landschaft
Der südlichere Osten der Landschaft besteht aus dem Senkensystem von Montabaurer Senke (im Süden) und der sich nordwestlich anschließenden Dierdorfer Senke. Letztere geht nach Norden in die Altenkirchener Hochfläche über, die sich nach Westen in der Asbacher Hochfläche fortsetzt. Allen vier Landschaften ist gemein, dass sie in praktisch alle Richtungen an deutlich höherwellige Landschaften stoßen – mit Ausnahme der Asbacher Hochfläche nach Nordwesten, wo sich Pleiser Hügelland und Mittelsiegtal anschließen. Dieser flachwelligere Teil des Niederwesterwaldes ist nur mäßig bewaldet und wird landwirtschaftlich sowohl durch Ackerbau als auch durch Grünland genutzt. In den Senken im Süden existieren auch einige größere Abbaustellen für Kies und Sand.
Demgegenüber verfügt der Westen des Niederwesterwaldes über zwei ausgeprägte Höhenschwerpunkte, deren nordwestlicher sich in Form des bis 460 m hohen Siebengebirges zwar außerhalb des eigentlichen Westerwaldes befindet, jedoch setzt der Rheinwesterwälder Vulkanrücken mit seinen aufgesetzten Kuppen dessen Höhenzug mit etwas weniger Relief, jedoch immer noch Höhen bis 430 m (ursprünglich 448 m), nach Südosten fort. Der sich nach Südosten anschließende, die Täler von Rhein und Wied deutlich voneinander trennende Rhein-Wied-Rücken ist bereits deutlich weniger vulkanisch geprägt und erreicht maximal noch 373 m.
Das in Nord-Süd-Richtung verlaufende, windungsreiche Waldbreitbacher Wiedtal trennt als ausgeprägtes Kerbtal den Rhein-Wied-Rücken von der sich östlich anschließenden Sayn-Wied-Hochfläche. Die Talsohle ist hochwassergefährdet und wird von den Schwemmfächern der reichlich Schutt mitführenden Nebenbäche überragt. Die Sayn-Wied-Hochfläche ähnelt im Relief dem Rhein-Wied-Rücken, ist jedoch großflächiger und erreicht maximal 427 m.
Nach Südosten stößt die Hochfläche auf das teils steil, teils sanfter eingeböschte Isenburger Sayntal, südöstlich dessen sich die in unmittelbarer Nachbarschaft zum Sayntal 346 m erreichende Kannenbäcker Hochfläche anschließt, die nach Osten in den absoluten Höhenschwerpunkt des Niederwesterwaldes, die bis 546 m hohe Montabaurer Höhe übergeht.
Die von 300 m ü. NN auf über 450 m ü. NN ansteigenden Emsbach-Gelbach-Höhen schließen das Gebiet nach Süden ab. Diese Hochflächen werden durch vereinzelte Rücken und Erhebungen gegliedert. Der Emsbach und der Gelbach entwässern dieses Gebiet nach Süden und zerschneiden die Landschaft mit ihren breitsohligen Kastentälern fiederförmig.
Der Großteil des westlicheren Niederwesterwaldes ist bewaldet; die vergleichsweise ebenen Abschnitte der Hochflächen sowie die breiteren Sohlen der Bachtäler unterliegen der landwirtschaftlichen Nutzung. Kleinere Gebietsanteile, so das Wiedtal, werden außerdem touristisch genutzt.

### Naturparks
Der überwiegende Teil der westlich der A 3 gelegenen Landschaftsteile ist in Naturparks eingegliedert.
Der kleine, zu Nordrhein-Westfalen gehörige Nordwestteil der Landschaft liegt komplett im Naturpark Siebengebirge. Der sich südöstlich anschließende Naturpark Rhein-Westerwald umfasst in der Hauptsache den rheinland-pfälzischen Großteil der Rheinwesterwälder Vulkankuppen, den Rhein-Wied-Rücken, das Waldbreitbacher Wiedtal und die Sayn-Wied-Hochfläche. Der südlich der A 48 und der A 3 gelegene Teil von Kannenbäcker Hochfläche, Montabaurer Höhe und Montabaurer Senke sowie die Emsbach-Gelbach-Höhen gehören demgegenüber zum Naturpark Nassau.

### Naturschutzgebiete
Der nordrhein-westfälische Norden des Rheinwesterwälder Vulkanrückens liegt komplett im Naturschutzgebiet Siebengebirge. Östlich davon befinden sich die kleineren Naturschutzgebiete Basaltsteinbruch Hühnerberg, Basaltsteinbruch Eudenberg und Segelfluggelände Eudenbach im Westen der Asbacher Hochfläche. An dessen nördlicher Nahtstelle zu Pleiser Hügelland und Mittelsiegtal liegt das NSG Ahrenbachtal und Adscheider Tal.
In der Dierdorfer Senke befinden sich die kleinen Naturschutzgebiete Irrlichtsweiher und Holzbachtal sowie, an der östlichen Nahtstelle zum Dreifelder Weiherland, das NSG Schimmelsbachtal.
Im äußersten Norden der Sayn-Wied-hochfläche liegt das kleine NSG Bertenauer Kopf und Telegraphenhuegel, unmittelbar südöstlich des Rhein-Wied-Rückens das ebenfalls kleine NSG Auf der Hardt.
Im Nordwesten der Kannenbäcker Hochfläche liegt das kleine NSG Tongrube Huettwohl, im Norden der Hochfläche von Welschneudorf das kleine NSG Stelzenbachwiesen.
In der Montabaurer Senke liegen das Naturschutzgebiet Malberg und, unmittelbar südlich Montabaurs, das kleine NSG Spießweiher.
Das Waldbreitbacher Wiedtal ist aufgrund seiner Einzigartigkeit in der Landschaftsrahmenplanung als besonders bedeutsam eingestuft und als Vorbehaltsgebiet für den Schutz des Landschaftsbildes im Regionalen Raumordnungsplan vorgeschlagen.

## Berge
Zu den wichtigsten Erhebungen des Niederwesterwaldes gehören:
- Alarmstange (545 m) – Montabaurer Höhe
- Köppel (540 m, Aussichtsturm) – Montabaurer Höhe
- Dielkopf (am Südwestgipfel 480 m) – westliche bis zentrale Hochfläche von Welschneudorf (50.3757° N, 7.78626° O)
- Kemmenauer Höhe (459 m, Aussichtsturm) – südwestliche Hochfläche von Welschneudorf (50.3477° N, 7.7437° O)
- Höchst (443,5 m) – zentrale Eppenroder Hochfläche (50.376119° N, 7.906101° O)
- Asberg (430 m, ehemals über 441 m) – nördlicher Rheinwesterwälder Vulkanrücken
- Meerberg (Düstemich; 429 m, ehemals 448 m) – zentraler Rheinwesterwälder Vulkanrücken (50.6072° N, 7.2975° O)
- Dernbacher Kopf (427 m) – zentrale Sayn-Wied-Hochfläche (50.5365° N, 7.5769° O)
- Malberg (422 m, NSG) – nördliche Montabaurer Senke
- Hummelsberg (407 m, ehemals 445 m) – zentraler Rheinwesterwälder Vulkanrücken
- Hölzberg (391 m) – nördliche Montabaurer Höhe (50.4761° N, 7.7224° O)
- Nörrberg (389 m) – nordöstliche Horchheimer Höhe (50.3714° N, 7.7126° O)
- Eisenkauten (386 m) – südöstliche Hochfläche von Welschneudorf (50.3283° N, 7.8185° O)
- Römerich (386 m) – südlicher Rheinwesterwälder Vulkanrücken (50.5646° N, 7.34336° O)
- NN (373 m) – zentraler bis südlicher Rhein-Wied-Rücken (50.4915° N, 7.39762° O)
- Himmerich (367 m) – nördlicher Rheinwesterwälder Vulkanrücken, NRW
- Eisenköppel (362 m) – nördliche Horchheimer Höhe (50.3868° N, 7.6994° O)
- Dachsberg (362 m) – östliche Asbacher Hochfläche (50.6501° N, 7.3438° O)
- Leyberg (359 m) – nördlicher Rheinwesterwälder Vulkanrücken, NRW
- Mahlberg (359 m) – zentraler bis östlicher Rhein-Wied-Rücken (50.5321° N, 7.3877° O)
- Horchheimer Höhe (357 m) – südwestliche Horchheimer Höhe (50.3331° N, 7.6326° O)
- Bertenauer Kopf (352 m, NSG) – nordwestliche Sayn-Wied-Hochfläche, am Waldbreitbacher Wiedtal (50.6136° N, 7.4398° O)
- Pfahlenberg (346 m) – nördliche Kannenbäcker Hochfläche (am Isenburger Sayntal) (50.4785° N, 7.6245° O)
- Am Holzstoß (333 m) – südöstlicher Rhein-Wied-Rücken, am Waldbreitbacher Wiedtal (50.4891° N, 7.44437° O)
- Herzberg (325 m) – Altenkirchener Hochfläche, unmittelbar südlich der Wied (50.6753° N, 7.7016° O)
- Roßbacher Häubchen (313 m) – nordwestliche Sayn-Wied-Hochfläche am Waldbreitbacher Wiedtal (50.5785° N, 7.4254° O)
- Iserkopf (313 m) – südliche Sayn-Wied-Hochfläche, am Isenburger Sayntal (50.4778° N, 7.5789° O)
- Harmorgenberg (297,0 m) – äußerster Süden der Sayn-Wied-Hochfläche an Isenburger Sayntal und Mittelrheinischem Becken (50.457567° N, 7.570718° O)